# Opera u Oslu
Opera u Oslu (norveški: Operahuset) dom je Norveške nacionalne opere i baleta i Nacionalnog kazališta Norveške. Zgrada se nalazi u četvrti Bjervika u središtu Osla, na vrhu Oslofjorda. 
Operom upravlja Statsbygg, vladina agencija koja upravlja imovinom norveške vlade. Zgrada sadrži 1,100 prostorija ukupne površine 49,000 m2. Glavno gledalište može primiti 1.364, a druge dvije pozornice za nastupe mogu primiti 200, odnosno 400 gledatelja. Glavna pozornica je široka 16 m i duboka 40 m. Vanjske površine zgrade obložene su mramorom iz Carrare u Italiji i bijelim granitom tako da se čini kao da zgrada izranja iz vode. To je najveća kulturna građevina izgrađena u Norveškoj otkako je katedrala Nidaros dovršena oko 1300. godine.

## Građevina
Krov zgrade se spušta do razine tla, čineći veliko područje koje pješacima omogućuje šetnju i uživanje u panoramskom pogledu na Oslo. Iako je većina zgrade obložena bijelim granitom i La Facciatom, bijelim talijanskim Carrara mramorom, pozornica je presvučena bijelim aluminijem, koji su dizajnirali Løvaas & Wagle, što podsjeća na stare uzorke tkanja.
Predvorje je okruženo prozorima visine 15 m, s minimalnim okvirom i posebnim staklom koje omogućuje maksimalan pogled na vodu. Krov podupiru tanki kutni stupovi također dizajnirani da ne zaklanjaju pogled.
Unutarnje površine obložene su hrastovinom koja unosi toplinu u prostor za razliku od hladnoće bijelog eksterijera. Glavna dvorana je u obliku potkove i osvijetljena ovalnim lusterom koji sadrži 5,800 ručno izrađenih kristala. Sjedala uključuju ekrane za elektronički sustav libreta, što publici omogućuje praćenje izvornog libreta na norveškom i engleskom jeziku uz izvornik.

## Umjetnost
Naručeno je nekoliko umjetničkih projekata za interijer i eksterijer Opere. Najzapaženija je „She Lies”, skulptura Monice Bonvicini izrađena od nehrđajućeg čelika i staklenih ploča. Trajno je postavljena na betonsku platformu u fjordu u blizini Opere i pluta na vodi, krećući se prema plimi i vjetru, neprestano mijenjajući svoj izgled pred promatračima. Djelo je otkrila kraljica Sonja 11. svibnja 2010. godine.
Perforiranu zidnu ploču koja pokriva krovne grede u predvorju dizajnirao je Olafur Eliason. Ima šesterokutni otvor i osvijetljen je odozdo i straga kako bi postigao iluziju topljenja leda. Glavni zastor pozornice djelo je Pae Whitea, koji ga je dizajnirao tako da izgleda poput zgužvane aluminijske folije. White je skenirao zgužvani komad folije u računalo koje je podatke prevelo na tkalački stan koji je tkao zavjesu od vune, pamuka i poliestera kako bi nastao trodimenzionalni efekt. Zastor je proizvela njemačka tvrtka za kazališnu opremu Gerriets. Gotova zavjesa je široka 23 m, visoka 11 m i teška 500 kg.

## Galerija
- Eksterijer
- Vanjski izgled
- Interijer
- Gledalište